# Jan Michalski (duchowny)

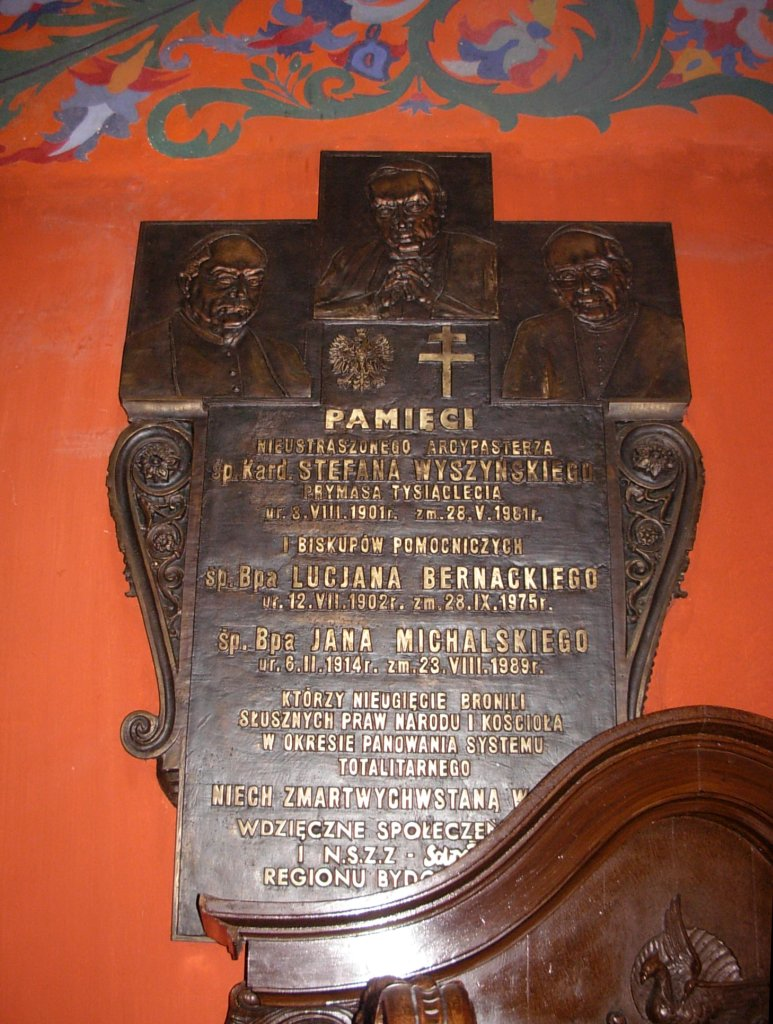
Tablica pamiątkowa poświęcona pamięci Prymasa Tysiąclecia kard. Stefana Wyszyńskiego oraz biskupów pomocniczych archidiecezji gnieźnieńskiej: Lucjana Bernackiego i Jana Michalskiego w katedrze bydgoskiej.

Jan Michalski (ur. 6 lutego 1914 w Bydgoszczy, zm. 23 sierpnia 1989 w Poznaniu) – polski duchowny rzymskokatolicki, profesor Arcybiskupiego Seminarium Duchownego w Gnieźnie, biskup pomocniczy gnieźnieński w latach 1975–1989.

## Życiorys

### Młodość i wykształcenie
Urodził się 6 lutego 1914 w Bydgoszczy. Był synem Władysława, urzędnika samorządowego, i Pelagii z domu Glesmer. Został ochrzczony w bydgoskim kościele farnym św. Marcina i Mikołaja. Wychowywał się w atmosferze religijnej w trudnych czasach I wojny światowej i powojennej rzeczywistości Polski odrodzonej. Uczył się w Szkole Powszechnej im. Adama Mickiewicza w Bydgoszczy (1921–1924), a następnie w Państwowym Gimnazjum Humanistycznym w Bydgoszczy, gdzie w 1933 złożył egzamin dojrzałości.
Od 1930 działał w Sodalicji Mariańskiej im. św. Kazimierza. Chciał wstąpić do Towarzystwa Jezusowego, jednak pod wpływem księdza prefekta Lucjana Kukułki pozostał w gimnazjum. Bezpośrednio po maturze rozpoczął studia filozoficzno-teologiczne w Arcybiskupim Seminarium Duchownym w Gnieźnie, a następnie w Arcybiskupim Seminarium Duchownym w Poznaniu (1935–1939). Podczas studiów seminaryjnych zetknął się z ks. prof. Aleksandrem Żychlińskim i ks. rektorem Michałem Kozalem, późniejszym błogosławionym. Święcenia kapłańskie przyjął 3 czerwca 1939 w archikatedrze poznańskiej świętych Piotra i Pawła.

### Działalność w okresie okupacji hitlerowskiej
24 czerwca 1939 mianowano go wikariuszem parafii w Chojnie, w dekanacie kcyńskim. Po najeździe Niemiec na Polskę był kapelanem polowego szpitala wojskowego w Gnieźnie, a następnie przybył do Bydgoszczy, gdzie sprawował służbę w kościele farnym oraz w polowym szpitalu wojskowym przy ul. Jagiellońskiej. Wystawiał tam fałszywe metryki urodzenia i chrztu na nazwiska zmarłych, umożliwiając ukrywającym się żołnierzom i Żydom ucieczkę pod innym nazwiskiem z okupowanego miasta. Prowadził działalność duszpasterską w Bydgoszczy, Nakle nad Notecią, w powiatach wyrzyskim i szubińskim, aż po Laskowice i Chojnice.
Ścigany przez gestapo ukrywał się w tzw. Kraju Warty. W 1941 na polecenie Edwarda van Blericqa, wikariusza generalnego archidiecezji gnieźnieńskiej, przedostał się do Generalnego Gubernatorstwa. Spotkał się jednak z odmową przyjęcia do pracy duszpasterskiej. W tej sytuacji od 1942 przebywał w Warszawie. Utrzymywał się z intencji mszalnych, dorywczej pracy, korzystał z życzliwości i wsparcia ludzi. Posyłał paczki do obozów koncentracyjnych, kolportował prasę podziemną, został kapelanem Korpusu Zachodniego w okupacyjnej Warszawie.
Podjął studia prawa kanonicznego na konspiracyjnym Wydziale Teologii Katolickiej Uniwersytetu Warszawskiego, kończąc w 1943 dwa semestry. Po utworzeniu w 1943 Wydziału Teologicznego Tajnego Uniwersytetu Ziem Zachodnich w Warszawie objął w nim funkcję sekretarza. Studia kontynuował na Wydziale Prawa Kanonicznego Katolickiego Uniwersytetu Lubelskiego, którego filię współorganizował w Warszawie i był jej sekretarzem. Znając język niemiecki, służył biskupowi Antoniemu Szlagowskiemu, sufraganowi warszawskiemu, jako tłumacz, kiedy trzeba było rozmawiać z Niemcami i wstawiać się za prześladowanymi Polakami.
Brał czynny udział w powstaniu warszawskim jako kapelan Armii Krajowej, Oddział „Roma”. Niósł pomoc w najtrudniejszych i prawie beznadziejnych sytuacjach. Pod ogniem niemieckim wyciągał i zaopatrywał rannych.

### Działalność w organach archidiecezji gnieźnieńskiej
W 1945 powrócił do Gniezna i pracował w kurii metropolitalnej. W latach 1945–1947 studiował na Katolickim Uniwersytecie Lubelskim, uzyskując stopień doktora prawa kanonicznego. Następnie wrócił do Gniezna. Stał się bliskim współpracownikiem prymasa Augusta Hlonda, a później prymasa Stefana Wyszyńskiego.
4 sierpnia 1947 otrzymał generalne pełnomocnictwo do sprawowania zarządu beneficjum w Kamieńcu w dekanacie trzemeszeńskim, następnie został rektorem kościoła św. Jana w Gnieźnie, członkiem Rady Administracyjnej dla Archidiecezji Gnieźnieńskiej (od lutego 1948). Publikował również liczne artykuły z zakresu prawa kościelnego.
W latach 1949–1950 był członkiem komisji rewizyjnych badających księgi kasowe Archidiecezjalnego Związku „Caritas”, Referatu Społecznego Kurii Metropolitalnej, Wyższego i Niższego Seminarium Duchownego w Gnieźnie, a w latach 1950–1956 – adiutorem prymasa Polski super rato et non consummato. W latach 1951–1956 sprawował zarząd parafii św. Jakuba w Niechanowie koło Wrześni. 1 października 1953 został mianowany sędzią prosynodalnym II instancji Trybunału Metropolitalnego, a także był udziałowcem i członkiem zarządu Księgarni św. Wojciecha w Poznaniu. Od 1956 udzielał się w Archidiecezjalnej Komisji dla Spraw Budowy i Konserwacji Kościołów i Budynków Kościelnych.
Pracę duszpasterską w Niechanowie oraz obowiązki w kurii metropolitalnej łączył z pracą naukową. Przygotowywał rozprawę habilitacyjną na temat instytucji wikariusza generalnego arcybiskupów gnieźnieńskich do wieku XVI. Przeciążony pracą nie doprowadził jednak rozprawy do końca.
Od 1956 skierowano go wyłącznie do pracy w Kurii Metropolitalnej w Gnieźnie, gdzie został referentem do spraw majątkowych, a także pozostawał sędzią prosynodalnym wszystkich trzech instancji. Został też przydzielony biskupowi Lucjanowi Bernackiemu do pomocy w pracach nad odbudową bazyliki prymasowskiej, uszkodzonej podczas działań wojennych w 1945.
W latach 1955–1966 wykładał prawo kanoniczne, a w latach 1965–1967 dodatkowo – prawo administracyjno-wyznaniowe w Arcybiskupim Seminarium Duchownym w Gnieźnie. W 1959 prymas Stefan Wyszyński mianował go kanonikiem gremialnym Kapituły Bazyliki Prymasowskiej w Gnieźnie, a w 1964 profesorem nadzwyczajnym tamtejszego seminarium. Od 1971 był przewodniczącym Wydziału Gospodarczo-Budowlanego Kurii Metropolitalnej, od 1972 członkiem rady kapłańskiej, a w lutym 1973 prymas Polski mianował go trzecim wikariuszem generalnym archidiecezji gnieźnieńskiej.

### Biskup gnieźnieński
6 grudnia 1975 został mianowany biskupem pomocniczym archidiecezji gnieźnieńskiej ze stolicą tytularną Vagal. Sakrę biskupią przyjął 21 grudnia 1975 w bazylice archikatedralnej Wniebowzięcia Najświętszej Maryi Panny w Gnieźnie. Konsekrował go kardynał Stefan Wyszyński, arcybiskup metropolita gnieźnieński i warszawski, któremu asystowali Antoni Baraniak, arcybiskup metropolita poznański, Jan Czerniak, biskup pomocniczy gnieźnieński, i Bronisław Dąbrowski, biskup pomocniczy warszawski. Jako dewizę biskupią przyjął słowa „Per Mariam – Soli Deo” (Przez Maryję – samemu Bogu). Został mianowany dziekanem Kapituły Bazyliki Prymasowskiej, przewodniczącym Wydziału Sakramentalnego oraz Wydziału Spraw Zakonnych. W 1977 Konferencja Plenarna Episkopatu Polski powołała go na członka Komisji Reformy Prawa Kanonicznego. Został wiceprzewodniczącym Komisji Episkopatu do Spraw Duszpasterstwa Rolników. Od 1980 był też członkiem Komisji do Spraw Budowy Kościołów.
Od 1958 starał się o uzyskanie zezwolenia władz państwowych na budowę kościoła dla dzielnicy Bydgoszcz-Wschód. Domagając się konsekwentnie zgody władz na budowę obiektów sakralnych, był wielokrotnie atakowany przez centralną i lokalną prasę partyjną oraz Urząd do Spraw Wyznań. Podczas wydarzeń politycznych 1980–1981 opowiadał się za uznaniem przez państwo i rejestracją NSZZ Rolników Indywidualnych „Solidarność”. Podczas prowokacji bydgoskiej z marca 1981, kiedy pobito kilku działaczy bydgoskiego Międzyzakładowego Komitetu Założycielskiego „Solidarność”, odwiedził w szpitalu rannych: Michała Bartoszcze, Mariusza Łabentowicza i Jana Rulewskiego.
Biskup Michalski był ceniony w Bydgoszczy, a on sam czuł się synem „męczeńskiego miasta” i chętnie uczestniczył w bydgoskich uroczystościach religijnych i narodowych. 3 maja 1981 sprawował uroczystą mszę św. na Starym Rynku, na którą przybyli nie tylko bydgoszczanie, ale i przedstawiciele „Solidarności” z całego kraju. W wielu jego kazaniach wygłaszanych w Bydgoszczy przewijał się wątek męczeństwa.
1 czerwca 1989, po ukończeniu 75 lat, zrezygnował z urzędu i przeszedł na emeryturę. Zmarł 23 sierpnia 1989 w poznańskim Szpitalu im. J. Strusia. Został  pochowany na cmentarzu św. Piotra i Pawła w Gnieźnie. 23 października 2012 jego szczątki ekshumowano i przeniesiono do krypty biskupów pomocniczych archidiecezji gnieźnieńskiej kościoła św. Piotra i Pawła w Gnieźnie.

## Odznaczenia i wyróżnienia
Od 1970 był prałatem honorowym Jego Świątobliwości, zaś w 1969 koło byłych żołnierzy Armii Krajowej w Londynie nadało mu Krzyż Armii Krajowej.